# Буэна-Парк (Калифорния)
Буэна-Парк (англ. Buena Park) — город в округе Ориндж, штат Калифорния, США. Население по данным переписи 2010 года — 80 530 человек.

## География
По данным Американского бюро переписи населения, общая площадь города составляет 27,33 км², в том числе 27,26 км² — суша и 0,07 км² — водные пространства (0,28 %). Расположен примерно в 20 км к северо-западу от административного центра округа, города Санта-Ана. Через Буэна-Парк проходит автомобильная дорога SR 91, которая разделяет его на две части — северную и южную.

## История
Город был инкорпорирован 27 января 1953 года.

## Население
Согласно данным переписи населения 2010 года, в городе насчитывалось 80 530 жителей. Плотность населения, таким образом, составляла 2946 человек на км². Расовый состав населения города был таков: 45,3 % — белые; 3,8 % — афроамериканцы; 1,1 % — индейцы; 26,7 % — азиаты; 0,6 % — представители населения островов Тихого океана; 17,5 % — представители иных рас и 5,1 % — представители двух и более рас. 39,3 % населения определяли своё происхождение как испанское (латиноамериканское).
Из 23 686 домохозяйств на дату переписи 43,8 % имели детей; 57,3 % были женатыми парами. 14,3 % домашних хозяйств было образовано одинокими людьми, при этом в 5,9 % домохозяйств проживал одинокий человек старше 65 лет. Среднее количество людей в домашнем хозяйстве составляло 3,37; средний размер семьи — 3,67 человек.
Возрастной состав населения: 25,3 % — младше 18 лет; 10,7 % — от 18 до 24 лет; 28,2 % — от 25 до 44 лет; 25,2 % — от 45 до 64 лет и 10,6 % — 65 лет и старше. Средний возраст — 35 лет. На каждые 100 женщин приходится 97,4 мужчин. На каждые 100 женщин старше 18 лет — 94,5 мужчин.
Средний доход на домохозяйство составляет $64 205, при этом 11,1 % населения проживает за чертой бедности.
Динамика численности населения города по годам:
| 1960   | 1970   | 1980   | 1990   | 2000   | 2010   |
| ------ | ------ | ------ | ------ | ------ | ------ |
| 46 401 | 63 646 | 64 165 | 68 784 | 78 282 | 80 530 |